# Verbesina petrobioides
Verbesina petrobioides là một loài thực vật có hoa thuộc họ Asteraceae.
Loài này chỉ có ở Jamaica.